# Oscar Drijber

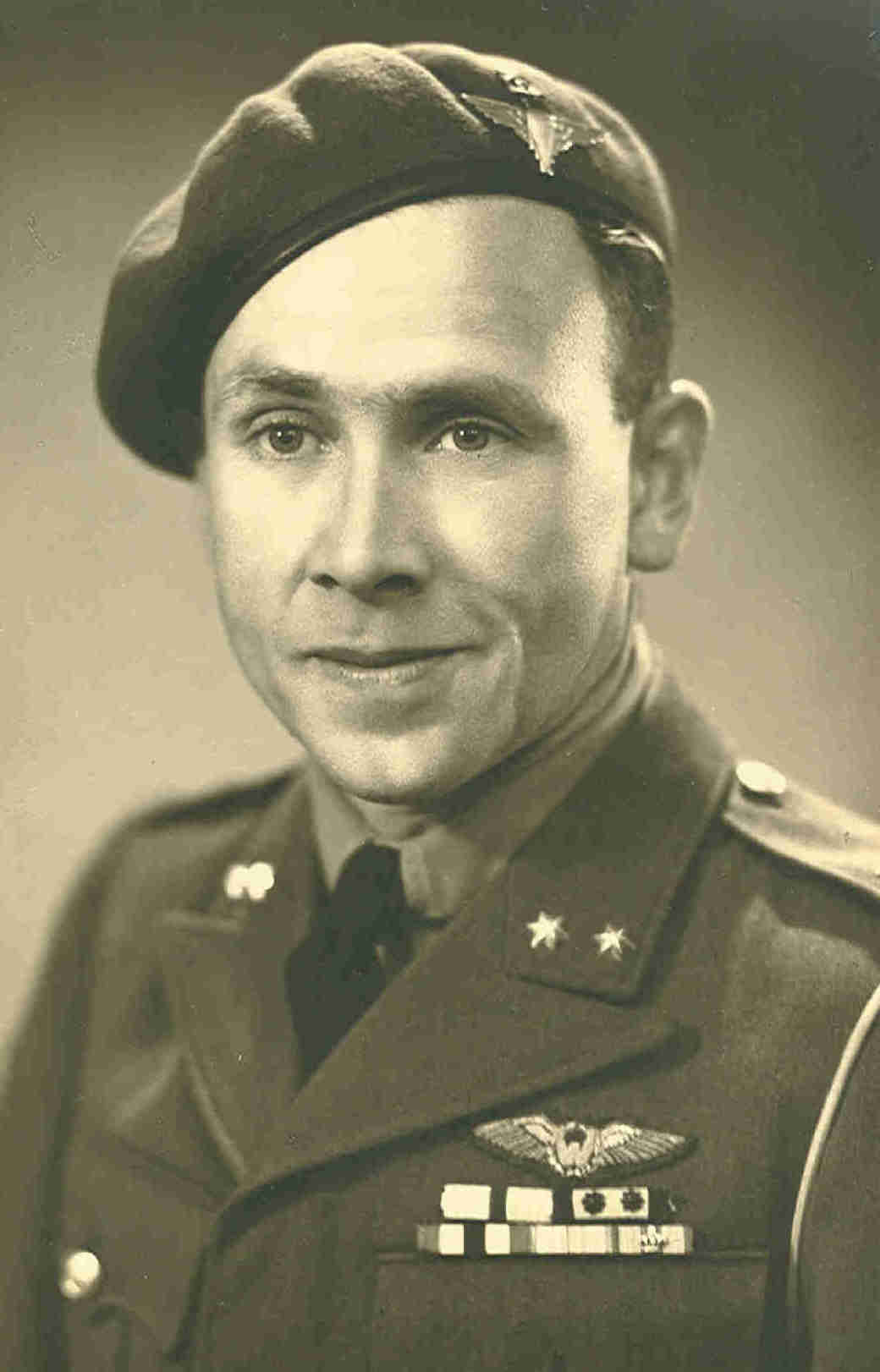
Oscar Drijber in 1942

Oscar Louis Drijber (Ende, Flores, 4 april 1914 – Rockwood (Ontario), 27 januari 1995) is een van de zes Nederlanders die tijdens de Tweede Wereldoorlog uit Slot Colditz ontsnapten.
Oscar Drijber was de tweede zoon van Lukas Drijber en Jeanette Caroline Helfrich. Drijber trouwde in 1941, maar dit huwelijk eindigde al snel in een echtscheiding. Hun zoontje Michael overleed in 1944. Drijbers schoonfamilie kwam ook uit Nederlands-Indië. Lt. Oscar Louis Helfrich (1860-1958), zijn grootvader, woonde op Sumatra, hij was bestuursambtenaar en hij was gouverneur van Curaçao van 1919 tot 1921.

## Oorlogsjaren
Drijber kreeg zijn opleiding op de KMA in Breda en diende in het Nederlandse leger tijdens de meidagen van 1940. Daarna weigerde hij de erewoordverklaring te tekenen en werd hij krijgsgevangen genomen. Hij verbleef in Oflag VI A Soest, Oflag VIII C Juliusburg en Oflag IV C Colditz.

### Ontsnapping uit Colditz
De eerste vier mannen die uit Colditz ontsnapten, waren Franse officieren. Op 13 augustus slaagden Dolf Dufour en John Smit erin via een waterput te ontsnappen, net als twee dagen later Hans Larive en Francis Steinmetz. Ze waren aan het rugbyspelen. Terwijl anderen een scrum vormden, kropen de Nederlanders in een waterput. Toen bleek dat ze veilig waren weggekomen en de Duitsers niet ontdekten hoe dat was gebeurd, verdwenen Oscar Drijber en Cornelis Giebel op 19 september op dezelfde manier.

### Engeland
Via Zwitserland bereikte hij Engeland, waarna hij een commandotraining kreeg. Hij werkte voor de Netherlands Forces Intelligence Service en werd naar Australië gestuurd. Hij was betrokken bij diverse commandoacties achter de Japanse linies in Nederlands-Indië.

### Nr. 18 RAAF Squadron
In Australië kreeg Drijber daarna een opleiding tot navigator. In 1942 werd hij ingedeeld bij de Nr. 18 RAAF Squadron, dat in juli 1942 werd opgericht. Het squadron bestond uit 18 B-25 Mitchell-bommenwerpers die in de Verenigde Staten waren gebouwd. Hoewel het eerst deel uitmaakte van de Royal Australian Air Force, werden de vliegtuigen meteen met de Nederlandse vlag beschilderd. Ook de identificatiecode van de vliegtuigen was Nederlands. 
Op 6 juli werd het squadron onder het Nederlandsch-Indisch Leger geplaatst. De commandant was B.S. Fiedeldij. Op 31 januari 1943 werd de eerste missie gevlogen. Het squadron verloor 90 Nederlanders tot het einde van de oorlog. Drijber was eerste luitenant bij het KNIL.

## Na de oorlog
Na het overlijden van zijn tweede echtgenote trouwde hij in Batavia op 16 maart 1946 met Sytske Brandsma, een onderwijzeres uit Friesland. Ze emigreerden naar Canada en kregen zes kinderen. Hij werd testpiloot. Later werd hij wiskundeleraar op een middelbare school in Rockwood, Ontario.